# Sammy Crooks
Sammy Crooks, né le 16 janvier 1908 à Bearpark (Angleterre), mort le 3 février 1981 à Belper (Angleterre), était un footballeur anglais, qui évoluait au poste d'ailier droit à Derby County et en équipe d'Angleterre.
Crooks a marqué sept buts lors de ses vingt-six sélections avec l'équipe d'Angleterre entre 1930 et 1936.

## Palmarès

### En équipe nationale
- 26 sélections et 7 buts avec l'équipe d'Angleterre entre 1930 et 1936.

### Avec Derby County
- Vainqueur de la Coupe d'Angleterre de football en 1946.